# 透明な対象
『透明な対象』（とうめいなたいしょう、Transparent Things）は、ウラジーミル・ナボコフの16作目の長編小説である。スイスに移住後の1969年から1972年にかけて英語で書かれ、1972年に出版された。
匿名の語り手である「私」あるいは「我々」が、主人公ヒュー・パーソンの4度のスイス旅行を振り返りながら、美しいが奔放な女性アルマンドとの恋、老作家のR氏との仕事、意図せざる殺人、そして彼が火事で死ぬまでをたどる。

## プロット
ニューヨークで出版編集の仕事をしているアメリカ人のヒュー・パーソンは18年間で4度のスイス旅行に出かけている。
最初の旅行は父親と一緒で、22歳の時だった。2度めは、10年後、老練で優れた作家だが奇矯なところもあるR氏と新作『トララティションズ』の打ち合わせのためだ。実はパーソンは以前に彼の愛人ジュリアを抱いたこともある。後に妻となるアルマンド・シャマールともこの旅の途中で出会っている。一目ぼれしたパーソンは彼女とスキーに出かけ、彼女の性的奔放さに振り回されながら、気づくと彼女の婚約者になっていた。3度めは、夫婦での旅行になった。アルマンドは病床の母を見舞い（手遅れだった）、パーソンは再びR氏と新作の打ち合わせをするためだった。パーソンは原稿を紙背に徹して読み、校正をするともに、この小説で露骨な性描写をもって描かれる女性のモデルと思しきジュリアに思いをはせる。結局この時の打ち合わせでは、あからさまな性描写について手を加えないことが決まった。そしてこの旅行の一か月後、夫婦で泊まったホテルのベッドで、パーソンは眠りながら（夢遊病の発作的な動きで）妻を絞殺してしまう。そのため彼は刑務所と精神病院を往復することになった。4度目のスイス旅行は、妻の死から8年後で、あたかも巡礼であり、パーソンが自分の過去を振り返るためのものだった。しかしパーソンは宿泊したホテルの火事が原因で窒息死する。
パーソンがまさに絶命する間際に、語り手は作中人物の1人の口ぐせでもって語りかけ、この小説は終わる。

## 作品
『透明な対象』はナボコフの作品中で最も長大な『アーダ』（1969年）の後の作品である。彼はいままでの自分の小説にはない構想のもとで「スリム」な作品を執筆しようとした。郷愁とは無縁の荒涼とした雰囲気も『アーダ』と対照的である。
読者層の問題もあるためアメリカとまったく無関係な作品にするわけにもいかなかったが、彼はスイスに移り住んですでに10年が経っており、普段接するアメリカ人といえば出版業に携わる青年が専らであった。『透明な対象』がスイスを舞台とし、主人公ヒュー・パーソンが若い編集者であり校正者であるのも自然なことだった。
時に中編小説にも分類される比較的短い作品でありながら、研究者の注目度は高く、書かれている論文の数も多い。語り手が誰なのか（それは1人なのか）が冒頭から謎として提示され、それを読み解く中でヒュー・パーソンの生涯という物語の背景にもう一つの物語が浮かび上がる点が、この小説の魅力でもありテーマの1つでもある。この小説の語り手は死者あるいは死後の世界を思わせるが、ことさらに芸術家として振舞わないという点でもナボコフの作品では珍しい。
本作を日本語に翻訳している若島正は、『透明な対象』はその「冥界からのメッセージ」のような語りと、ナボコフ作品でも屈指である文章の密度から、彼の遺作の風格さえ漂っていると語っている（実際の遺作は、次作の1974年刊『道化師をごらん!』）。

### 書評
『透明な対象』が出版された年に、作家のメイヴィス・ギャラントがニューヨーク・タイムズ・ブックレビューに次のような書評を寄せている。「タージ・マハルの造営に生涯をささげてきたウラジーミル・ナボコフは齢73にして―自らの慰みのためだったが、うっかり我々読者も喜ばせることになったーその小さなレプリカをつくることを決断した。この小説がいわばミニチュアであることはけして欠点ではなくて、遊び心すれすれのところで、うっすらとしたパロディではありつつも、偉大なる見本の最も優れた特徴をそなえている」。ギャラントはこの長編小説としては短めの作品を「天才的なナボコフ氏がそうであるように、親しみやすくも予測不能かつ異様で、手ごわい作品である」と評している。

## 日本語訳
- 若島正、中田晶子 訳『透明な対象』国書刊行会〈文学の冒険〉、2002年。